# Morte di Boris III di Bulgaria

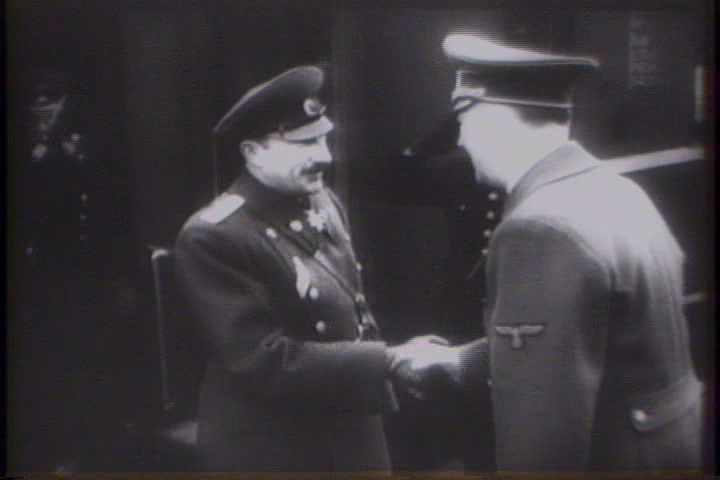
Boris III e Adolf Hitler il 14 agosto 1943.

La morte di Boris III di Bulgaria fu un evento repentino e misterioso della seconda guerra mondiale.

## Fatti

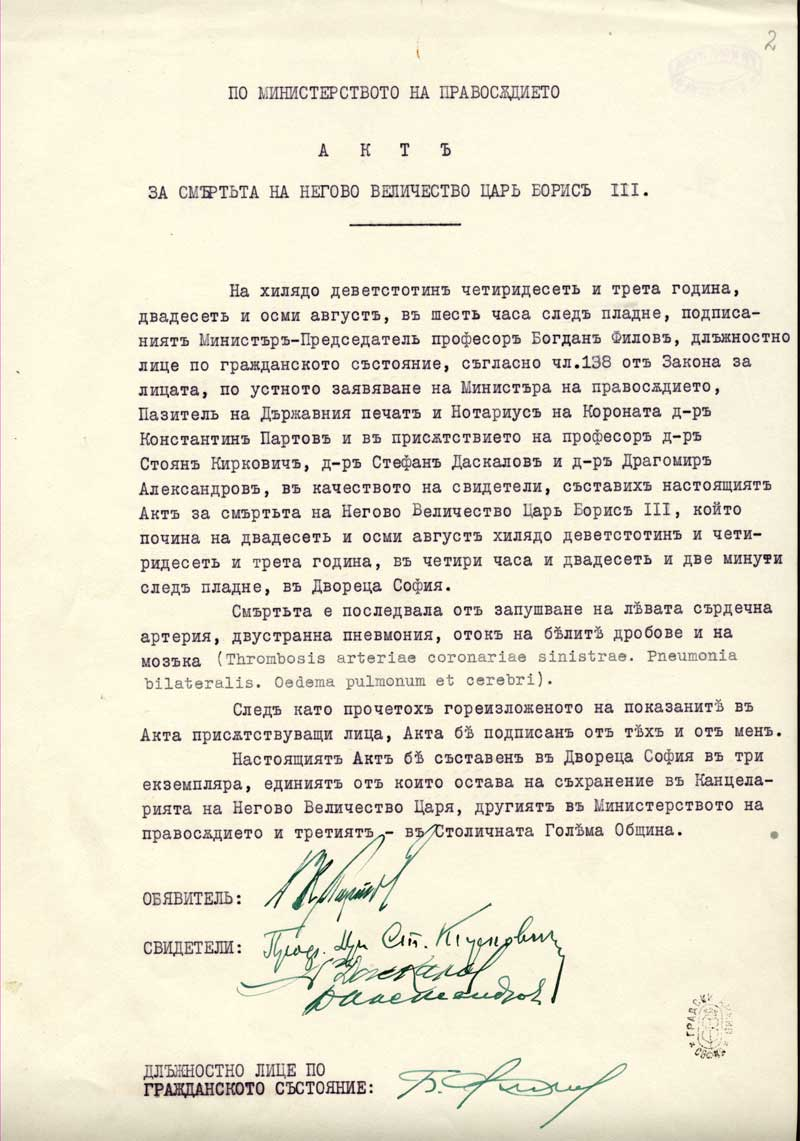
Il certificato di morte in bulgaro (28 agosto 1943), che riporta come causa di morte «trombosi dell'arteria coronaria sinistra, polmonite bilaterale, edema polmonare e cerebrale».

Rientrato da poco a Sofia dopo un incontro con Hitler, Boris morì il 28 agosto 1943.
Secondo il diario dell'addetto diplomatico tedesco dell'epoca a Sofia, colonnello von Schönebeck, i medici Seitz e Eppinger, che assistettero il re, ritennero che fosse stato ucciso dallo stesso veleno che Eppinger parrebbe aver rintracciato due anni prima nell'autopsia del primo ministro greco Metaxas: un veleno lento che impiega settimane per agire e provoca eruzioni cutanee.

## Versioni del caso
Del caso esistono tre versioni, ricostruite rispettivamente dal SIS (Regno Unito), dal NKVD (Unione Sovietica) e dal Sicherheitsdienst (Terzo Reich). Funzionari bulgari affermano che lo zar fu avvelenato dai servizi segreti britannici.
Secondo una versione Hitler aveva sollecitato il re a farsi portavoce di una pace separata con l'Unione Sovietica sulla falsariga del trattato di Brest-Litovsk. Durante la guerra, la Bulgaria rappresentava gli interessi diplomatici del Reich a Mosca.

## Sepoltura
Boris III è sepolto nel monastero di Rila.